# Proud
Proud (прев. Поносна) је песма македонске певачице Тамаре Тодевске. 
У јануару 2019. године, Македонска радиотелевизија открила је да ће певачица Тамара Тодевска представљати Северну Македонију на Песми Евровизије 2019. године у Тел Авиву. У завршетку наступа на Песми Евровизије Тодевска је стајала под светлом, са сликом њене кћерке Хане која је приказана на екрану. Северна Македонија је завршила на 2. месту у другом полуфиналу са 239 поена од журија и телегласања. Северна Македонија је победила у гласању журија у финалу, а у укупном збиру земља је завршила на 7. месту са укупно 305 поена. Ово је био први резултат Северне Македоније у Топ 10 од када се придружила такмичењу 1998. године и најбољи резултат уопште.